# Arnulfo, Duque da Baviera
Arnulfo (885/90 - 14 de julho de 937), também conhecido pelo apelido "o Mal" (alemão : der Schlimme ) ou do Mal ( der Böse ), foi duque da Baviera a partir de 907 até sua morte. Era da Dinastia Leopoldina.
Arnulfo era filho de Duque Luitpoldo da Baviera e Cunegunda, filha de Bertoldo I, conde palatino da Suábia.
Assediado pelas incursões freqüentes dos Magiares e desesperado por levantar fundos para financiar a defesa do território, Arnulfo fortaleceu seu poder confiscando a terra e outras propriedades eclesiásticas, o que lhe valeu seu apelido. Conhecendo as estratégias dos húngaros, ele derrotou dois exércitos húngaros que retornaram à sua terra depois de saquear os territórios germânicos: o primeiro seria na Batalha ao longo do Rio Rott em 909 e o segundo na Batalha ao longo do rio Eno em 913. Ao longo do tempo, ele negociou uma trégua com os húngaros para cruzar a Baviera para outros territórios alemães.
Arnulfo se opôs a seu padrasto, o Rei Conrado I (segundo marido de sua mãe Cunegunda), e mais tarde seu sucessor, o Rei Henrique I, o Passarinheiro. Os Annales Iuvavenses indicam que em 920, os bávaros e outros francos do leste elegeram Arnulfo como rei; No entanto, seu reinado foi de curta duração, qunado o rei Henrique o derrotou em duas campanhas em 921, mas o confirmou no ducado em troca de sua renúncia ao título real.
Arnulfo casou-se com Judite de Friul. Sua filha de mesmo nome da mãe, Judite, casou-se com Henrique I da Baviera, irmão do imperador Otão I .
Arnulfo morreu em Regensburg em 937, e seu filho Everardo o sucedeu.
De acordo com algumas teorias mais recentes Arnulfo supostamente seria pai do margrave Leopoldo I . Isto significaria que Arnulfo é um ancestral da Casa de Babenberg.